# 明海 (浦安市)
明海（あけみ）は、千葉県浦安市の大字。現行行政地名は明海一丁目から明海七丁目。郵便番号は279-0014。

## 地理
第2期海面埋立事業によって作られた新町地区に属する。地域内は「夢海の街」、「望海の街」、「海園の街」と称されるマンションを中心とした市街地となっている。
一丁目に明海大学、二丁目に市立明海小学校、明海球技場、三丁目に明海の丘公園 、四丁目に浦安望海の街郵便局、五丁目に市立明海南小学校、市立明海中学校、SBC東京医療大学、六丁目に三井ガーデンホテルプラナ東京ベイ、七丁目に浦安市総合公園、東京ディズニーセレブレーションホテル:ウィッシュがある。
東は東京湾、西は入船、南は境川を挟んで高洲、北は日の出と接している。

## 歴史

### 地名の由来
「太陽が輝く明るい海」にちなみ、「明海」とした。

### 沿革
- 1978年（昭和53年）9月26日　第2期海面埋立事業により、東葛飾郡浦安町明海を新設。
- 1981年（昭和56年）4月1日　市制施行により、浦安市明海となる。
- 2006年（平成18年）9月19日　住居表示施行により、浦安市明海一丁目～七丁目となる。
- 2011年（平成23年）3月11日 東北地方太平洋沖地震により深刻な液状化被害を受けた。このため同年3月25日、東京電力による計画停電の対象外となった[4]。

## 町名の変遷
「明海」新設時
| 実施後 | 実施年月日      | 実施前（各町名ともその一部） |
| ------ | --------------- | ---------------------------- |
| 明海   | 昭和53年9月26日 | （地名なし）                 |

住居表示施行時
| 実施後     | 実施年月日      | 実施前（各町名ともその一部） |
| ---------- | --------------- | ---------------------------- |
| 明海一丁目 | 平成18年9月19日 | 明海                         |
| 明海二丁目 | 平成18年9月19日 | 明海                         |
| 明海三丁目 | 平成18年9月19日 | 明海                         |
| 明海四丁目 | 平成18年9月19日 | 明海                         |
| 明海五丁目 | 平成18年9月19日 | 明海                         |
| 明海六丁目 | 平成18年9月19日 | 明海                         |
| 明海七丁目 | 平成18年9月19日 | 明海                         |

## 世帯数と人口
2017年（平成29年）10月31日現在の世帯数と人口は以下の通りである。
| 丁目       | 世帯数    | 人口    |
| ---------- | --------- | ------- |
| 明海一丁目 | 576世帯   | 1,493人 |
| 明海三丁目 | 436世帯   | 1,330人 |
| 明海四丁目 | 765世帯   | 1,786人 |
| 明海五丁目 | 1,049世帯 | 3,020人 |
| 明海六丁目 | 572世帯   | 1,824人 |
| 計         | 3,398世帯 | 9,453人 |

## 小・中学校の学区
市立小・中学校に通う場合、学区は以下の通りとなる。
| 丁目       | 番地 | 小学校               | 中学校             |
| ---------- | ---- | -------------------- | ------------------ |
| 明海一丁目 | 全域 | 浦安市立明海小学校   | 浦安市立明海中学校 |
| 明海二丁目 | 全域 | 浦安市立明海小学校   | 浦安市立明海中学校 |
| 明海三丁目 | 全域 | 浦安市立明海小学校   | 浦安市立明海中学校 |
| 明海四丁目 | 全域 | 浦安市立明海小学校   | 浦安市立明海中学校 |
| 明海五丁目 | 全域 | 浦安市立明海南小学校 | 浦安市立明海中学校 |
| 明海六丁目 | 全域 | 浦安市立明海南小学校 | 浦安市立明海中学校 |
| 明海七丁目 | 全域 | 浦安市立明海南小学校 | 浦安市立明海中学校 |

## 施設
- 浦安市立海園の街保育園
- 浦安市立明海幼稚園
- 浦安市立明海小学校
- 浦安市立明海南小学校
- 浦安市立明海中学校
- 明海大学
- SBC東京医療大学
- 浦安市総合公園
- 明海球技場
- 明海の丘公園
- 浦安望海の街郵便局
- 三井ガーデンホテルプラナ東京ベイ
- 東京ディズニーセレブレーションホテル